# Toniah Pedersen
Toniah Pedersen er en dansk autodidakt koreograf og danser, der har arbejdet med internationale navne som Mary J. Blige, Lenny Kravitz, Backstreet Boys og Sugababes. I efteråret 2002 og foråret 2003 var hun dommer på TV 2s talentprogram Popstars, og i sommeren 2006 var hun dommer på Kanal 5-programmet Kan du danse?. I 2010 hjalp hun produceren Carsten "Soulshock" med at udvælge hans tre finalister i X Factor og efterfølgende som koreograf for hans tre grupper. Hun har bl.a. arbejdet med koreografi på musicals som Carmen på Nørrebro teater og Gasolin på Gasværket i henholdsvis 2009 og 2006 samt shows og musikvideoer.